# Robert Axelrod
Pour les articles homonymes, voir Axelrod.
Robert Axelrod (né en 1943) est professeur de science politique, lauréat du prix MacArthur en 1987. Ses travaux sur l'évolution de la coopération, liée à la théorie des jeux, ont été cités dans plus de cinq mille articles scientifiques. Il est président de l’American Political Science Association (APSA) pour l'année 2006-2007.
La théorie de Robert Axelrod, fondée sur des interprétations de la théorie des jeux à somme non nulle (dilemme du prisonnier), est utilisée par Richard Dawkins dans son ouvrage Le gène égoïste pour expliquer la nécessaire coopération des gènes (égoïstes) dans l'individu. Le donnant-donnant (tit for tat) trouve une confirmation dans la théorie de l'évolution ("nice guys finish first"). Ses travaux ont aussi été utilisés par le philosophe Peter Singer dans son ouvrage Une gauche darwinienne.
Son ouvrage publié en 1984, The Evolution of Cooperation a inspiré le serious game The Evolution of Trust, qui propose une réflexion sur l'éthique de réciprocité ou règle d'or,. 